# Volta à Eslovénia
A Volta à Eslovénia (oficialmente: Tour de Slovénie) é uma corrida ciclista por etapas que se disputa na Eslovénia, no mês de maio ou junho.
Começou-se a disputar em 1993. Depois de passar muitos anos em categoria 2.5 (última categoria do profissionalismo), desde a criação dos Circuitos Continentais UCI em 2005 ascendeu à categoria 2.1 fazendo parte do UCI Europe Tour o que fez que a corrida tivesse mais participação de equipas estrangeiras de melhor nível.

## Palmarés
| Ano                       | Vencedor             | Segundo              | Terceiro               |
| ------------------------- | -------------------- | -------------------- | ---------------------- |
| (edições amador)          |                      |                      |                        |
| 1993                      | Boris Premužič       | Srečko Glivar        | Gorazd Štangelj        |
| 1994                      | Tobias Steinhauser   | Boris Premužič       | Sandi Papež            |
| (edição open)             |                      |                      |                        |
| 1995                      | Valter Bonča         | Boris Premužič       | Marco Antonio Di Renzo |
| (edições profissionais)   |                      |                      |                        |
| 1996                      | Lorenzo Di Silvestro | Stefano Giraldi      | Marco Antonio Di Renzo |
| 1997 edição não realizada |                      |                      |                        |
| 1998                      | Branko Filip         | Gorazd Štangelj      | Pavel Chumanov         |
| 1999                      | Timothy Jones        | Tadej Valjavec       | Stefano Panetta        |
| 2000                      | Martin Derganc       | Vladimir Miholjević  | Boris Premužič         |
| 2001                      | Faat Zakirov         | Martin Derganc       | Vladimir Miholjević    |
| 2002                      | Jevgeni Petrov       | Dean Podgornik       | Hannes Hempel          |
| 2003                      | Mitja Mahorič        | Jure Golčer          | Andreas Matzbacher     |
| 2004                      | Mitja Mahorič        | Aleksandr Kuschynski | Matic Strgar           |
| 2005                      | Przemysław Niemiec   | Fortunato Baliani    | Radoslav Rogina        |
| 2006                      | Jure Golčer          | Przemysław Niemiec   | Robert Kišerlovski     |
| 2007                      | Tomasz Nose          | Vincenzo Nibali      | Andrea Noè             |
| 2008                      | Jure Golčer          | Franco Pellizotti    | Robert Kišerlovski     |
| 2009                      | Jakob Fuglsang       | Tomasz Nose          | Domenico Pozzovivo     |
| 2010                      | Vincenzo Nibali      | Giovanni Visconti    | Chris Anker Sørensen   |
| 2011                      | Diego Ulissi         | Radoslav Rogina      | Robert Vrečer          |
| 2012                      | Janez Brajkovič      | Domenico Pozzovivo   | Kristjan Koren         |
| 2013                      | Radoslav Rogina      | Jan Polanc           | Patrik Sinkewitz       |
| 2014                      | Tiago Machado        | Ilnur Zakarin        | Matteo Rabottini       |
| 2015                      | Primož Roglič        | Mikel Nieve          | Jure Golčer            |
| 2016                      | Rein Taaramäe        | Jack Haig            | Jan Bárta              |
| 2017                      | Rafał Majka          | Giovanni Visconti    | Jack Haig              |
| 2018                      | Primož Roglič        | Rigoberto Urán       | Matej Mohorič          |
| 2019                      | Diego Ulissi         | Giovanni Visconti    | Aleksandr Vlasov       |
| 2021                      | Tadej Pogačar        | Diego Ulissi         | Matteo Sobrero         |
| 2022                      | Tadej Pogačar        | Rafał Majka          | Domen Novak            |
| 2023                      | Filippo Zana         | Matej Mohorič        | Diego Ulissi           |
| 2024                      | Giovanni Aleotti     | Pello Bilbao         | Giulio Pellizzari      |
| 2025                      |                      |                      |                        |

Nota: Tomasz Nose, foi inicialmente o vencedor da edição de 2006, mas depois de uma prova positiva em Testoviron, a Federação de Ciclismo da Eslovénia suspendeu ao ciclista inicialmente por 20 meses a partir de 2 de novembro de 2006, tendo o TAS mais tarde reduzido o período de exclusão de resultados para 1 ano, começando a 11 de setembro de 2006, com exclusão apenas do Tour da Eslovénia de 2006.A vitória no tour de 2006 foi atribuída a Jure Golčer.

## Palmarés por países
| País      | Vitórias |
| --------- | -------- |
| Eslovênia | 14       |
| Itália    | 5        |
| Rússia    | 2        |
| Polónia   | 2        |
| Alemanha  | 1        |
| Zimbabwe  | 1        |
| Dinamarca | 1        |
| Croácia   | 1        |
| Portugal  | 1        |
| Estónia   | 1        |